# ألبرتو كوينتانو
ألبرتو كوينتانو (بالإسبانية: Alberto Quintano)‏ مواليد 26 أبريل 1946 في سانتياغو، تشيلي، هو لاعب كرة قدم تشيلي سابق ومدرب كرة قدم كان يلعب كمدافع. سبق له أن لعب في كأس العالم لكرة القدم مع منتخب بلاده.

## المسيرة الاحترافية

### أندية لعب لها
- نادي أونيفرسيداد دي تشيلي
- كروز آزول
- نادي أونيفرسيداد كاتوليكا
- ديبورتيس ماجالانز

## روابط خارجية
- ألبرتو كوينتانو على موقع الاتحاد الدولي (مؤرشف)  (الإنجليزية)
- ألبرتو كوينتانو على موقع قاعدة بيانات كرة القدم.إي يو (الإنجليزية)
- ألبرتو كوينتانو على موقع ناشيونال فوتبول تيمز (الإنجليزية)
- ألبرتو كوينتانو على موقع عالم كرة القدم.نت (الإنجليزية)